# Bureau de poste central de Stockholm
Le Bureau de Poste Central (en suédois : Centralposthuset ou Centralposten) est un bâtiment historique situé au 28-34 Vasagatan dans le quartier de Norrmalm du centre de Stockholm, en Suède. Inauguré en 1903 et conçu par l'architecte Ferdinand Boberg (1860-1945), le bâtiment était le siège de Posten (services postaux suédois) jusqu'en 2003. Il sert actuellement de bureaux pour le ministère de l'Entreprise et certaines fonctions des bureaux du gouvernement, après une vaste reconstruction en avril 2008.

## Histoire
Le dernier bâtiment qui abrita le service des Postes suédois était l'actuel Postmuseum, reconstruit une dernière fois en 1820. Cependant, avec l'introduction du transport ferroviaire et des bateaux à vapeur, la quantité croissante de courrier rendit rapidement le bâtiment insuffisant. Un nouveau bâtiment de poste central a donc été construit à Rödbotorget. Lors de son inauguration au milieu des années 1870, le nouveau bâtiment était bien dimensionné pour son usage, mais avant la fin du siècle, des volumes énormes de cartes postales avaient rendu le siège à nouveau obsolète et en 1896, la décision fut prise de déménager dans un bâtiment plus grand.
Au milieu du XIXe siècle, le quartier où se trouve aujourd'hui la poste était un quartier plutôt périphérique du centre de Stockholm, une situation qui a progressivement changé avec l'inauguration de la gare centrale de Stockholm en 1871. À la fin de 1897, cinq architectes suédois ont été invités à participer à un concours pour les façades, concours que Boberg a finalement remporté,.
Le bâtiment a été inauguré par le roi Oscar II le 27 octobre 1903. C'était un édifice moderne pour son époque : électricité, toilettes avec anneaux en acajou et boîtes postales, d'abord introduites en Suède ici. Cependant, bien avant l'inauguration, le site choisi pour le projet s'était avéré insuffisant et, en 1915, des travaux de construction furent lancés pour un agrandissement sur le tiers restant de l'îlot. Le bâtiment a été déclaré monument historique (byggnadsminnesmärke) en 1935. Une reconstruction majeure en 1976-1978 a été suivie de plusieurs modifications au cours des années 1980. Trois des quatre cours ont été vitrées en 1987-1992, ce qui a entraîné une galerie, une restauration du hall central et l'ajout d'une structure créant de l'espace pour 800 nouvelles salles de travail.
Posten a déménagé son siège social à Solna et en 2004, le bâtiment a été repris par le Conseil national de la propriété de Suède, qui l'a reconstruit en 2008 pour accueillir des services du gouvernement suédois.